# Raymond Rôze

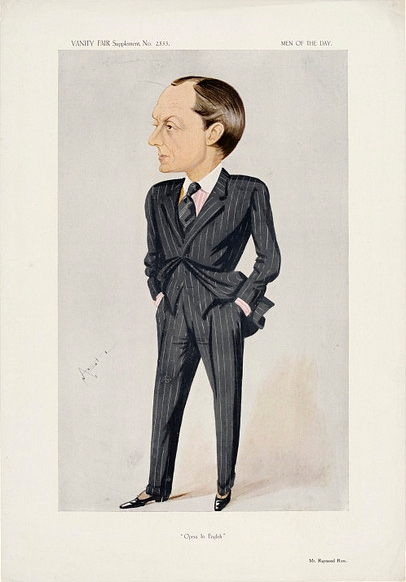
Raymond Rôze

Raymond Rôze (* 1875 in London; † 30. März 1920) war ein britischer Dirigent und Komponist.
Als Sohn der französischen Sopranistin Marie Roze studierte er unter Arthur De Greef in Brüssel, ehe er Musikdirektor am Lyceum Theatre in London wurde. 1889 gründete er eine Gesangsschule in London und war als Musikdirektor für verschiedene Theater tätig. Er ist hauptsächlich für seine theatermusikalischen Werke bekannt, unter anderem auch für Stücke am His Majesty’s Theatre unter Sir Herbert Tree. Seine Kompositionen wurden in zwei Londoner Promenadenkonzerten aufgeführt (1901 und 1911).
Rôze war auch Musikdirektor des Royal Opera House, wo am 1. November 1913 seine Oper Joan of Arc uraufgeführt wurde. Eine negative Rezension aus der Zeitung The Times kritisierte vor allem, wie fragmenthaft die Oper sei und stellte fest, dass „ein Drama, dessen Darsteller von einem Orchester begleitet sängen, noch lange keine Oper sei“. Noch im selben Monat engagierte Rôze Frank Bridge als Dirigent für Richard Wagners Oper Tannhäuser. Joan of Arc wurde 1917 ein weiteres Mal in Paris bei einem Benefizkonzert für das Rote Kreuz aufgeführt, jedoch ebenfalls ohne Erfolg. Rôze hatte seine Oper auf Englisch geschrieben, zu einer Zeit, als nur sehr wenige englische Opern Teil des Repertoires waren. Rôze selbst wollte „der englischen Sprache ein für alle Mal die Position in der Welt der Oper verschaffen“, die sie seiner Meinung nach verdient hätte.
1913 dirigierte er Georges Bizets Oper Carmen auf Englisch. Eine weitere Galaaufführung seiner Oper Joan of Arc in Gegenwart des britischen Königspaares King George und Queen Mary im Dezember 1913 wurde von Protestierenden für das Frauenwahlrecht unterbrochen.
1919 wurde Rôze Gründungsdirigent des British Symphony Orchestra, eines professionellen Ensembles ehemaliger Soldaten aus dem Ersten Weltkrieg.
Rôze war mit einer Sopranistin aus New York verheiratet.

## Ausgewählte Werke
- Ouvertüre und Bühnenmusik zu Julius Caesar, op. 16 (1899)
- Bühnenmusik zu Sweet Nell of Old Drury (1900)
- Extase d'Amour op. 28 (1904, Schott, London)
- The Love Birds (1904)
- Bühnenmusik zu The Scarlet Pimpernel, (1913)
- Joan of Arc (1911) (Partitur befindet sich in der British Library)
- Antony and Cleopatra (aufgeführt bei den London Proms 1911)
- Poem of Victory for Violin and Orchestra (1919)